# Zosterops modestus
Zosterops modestus là một loài chim trong họ Zosteropidae.